# Uomo di Rendswühren

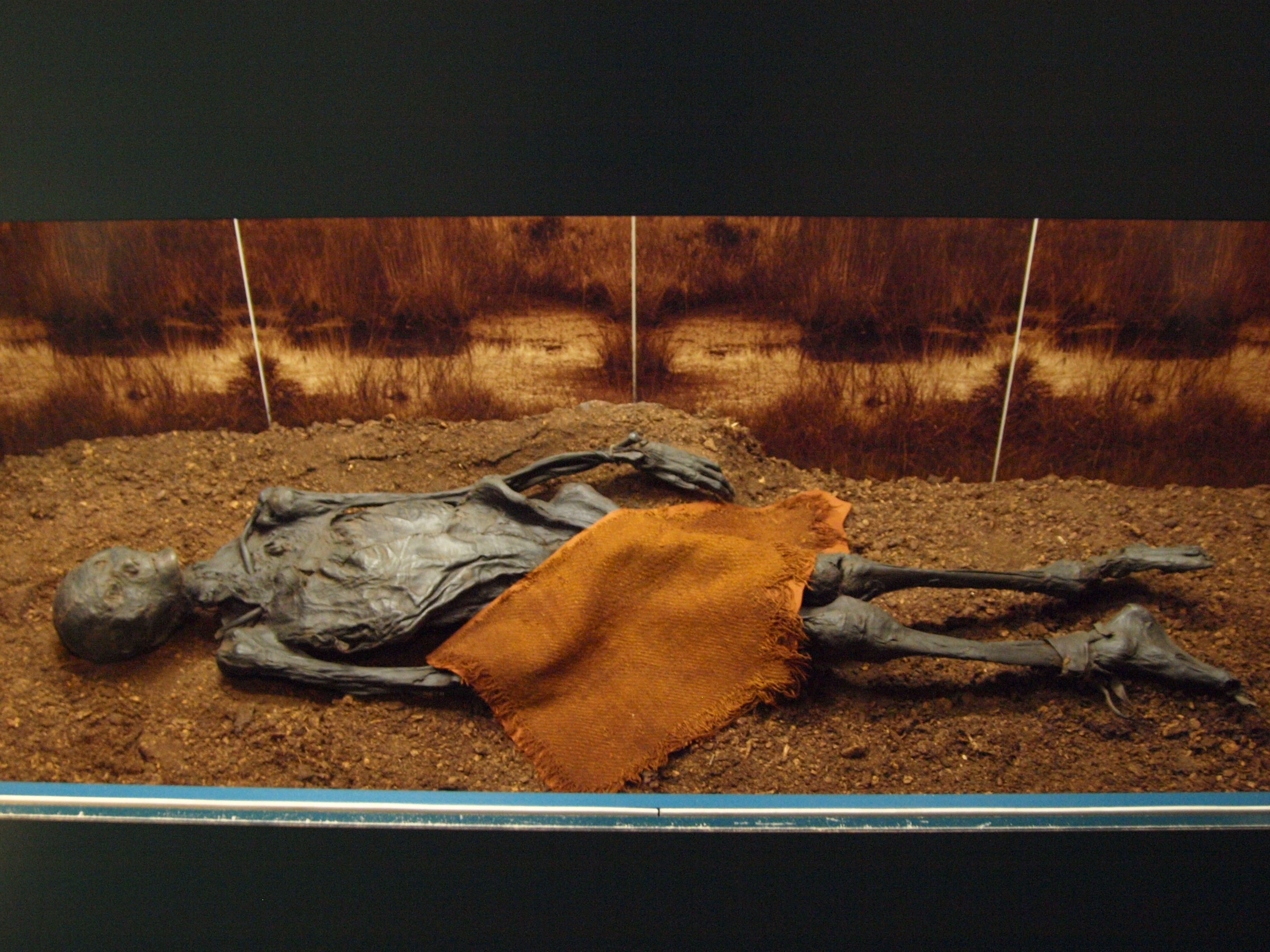
L'Uomo di Rendswühren.

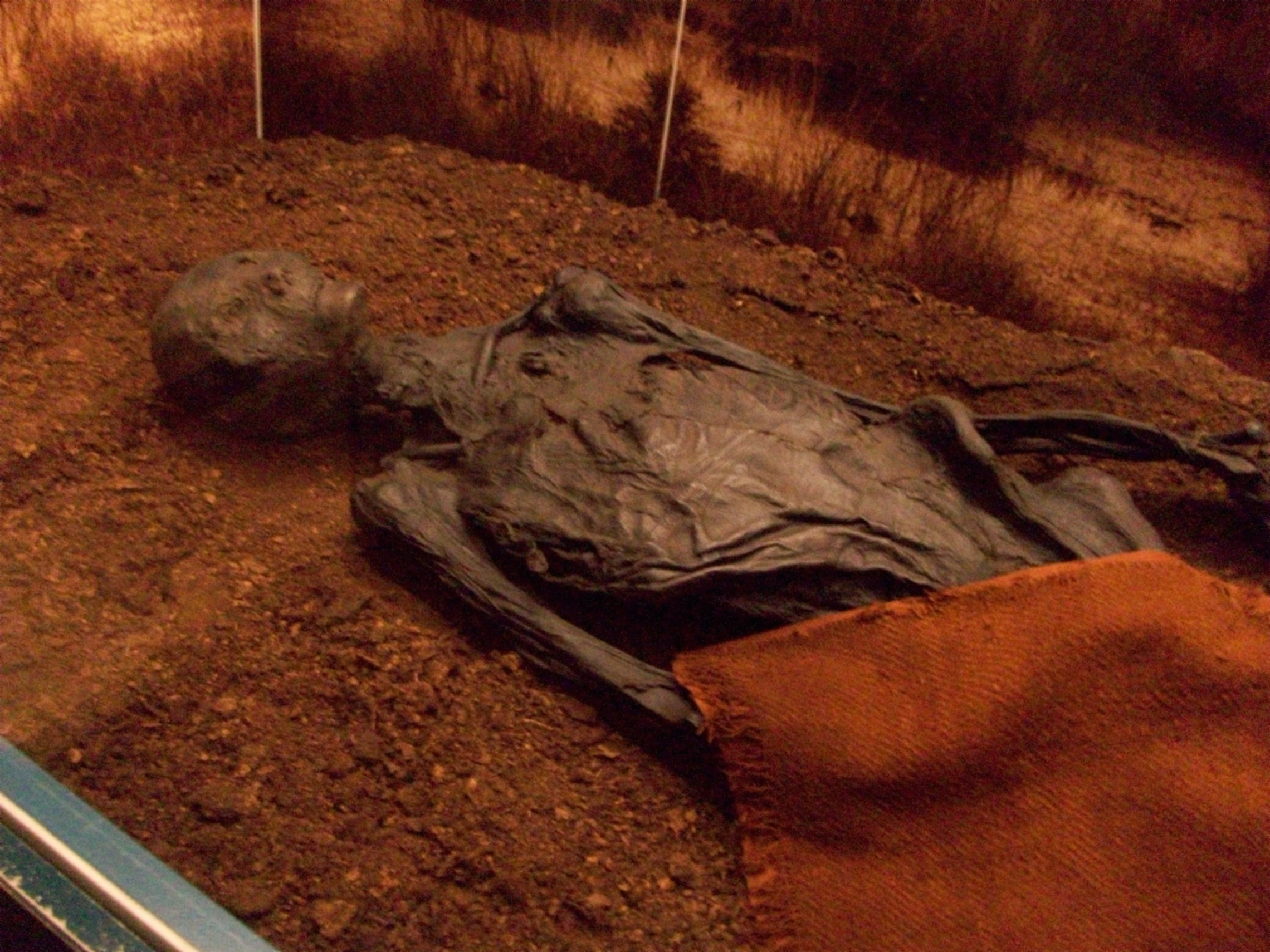

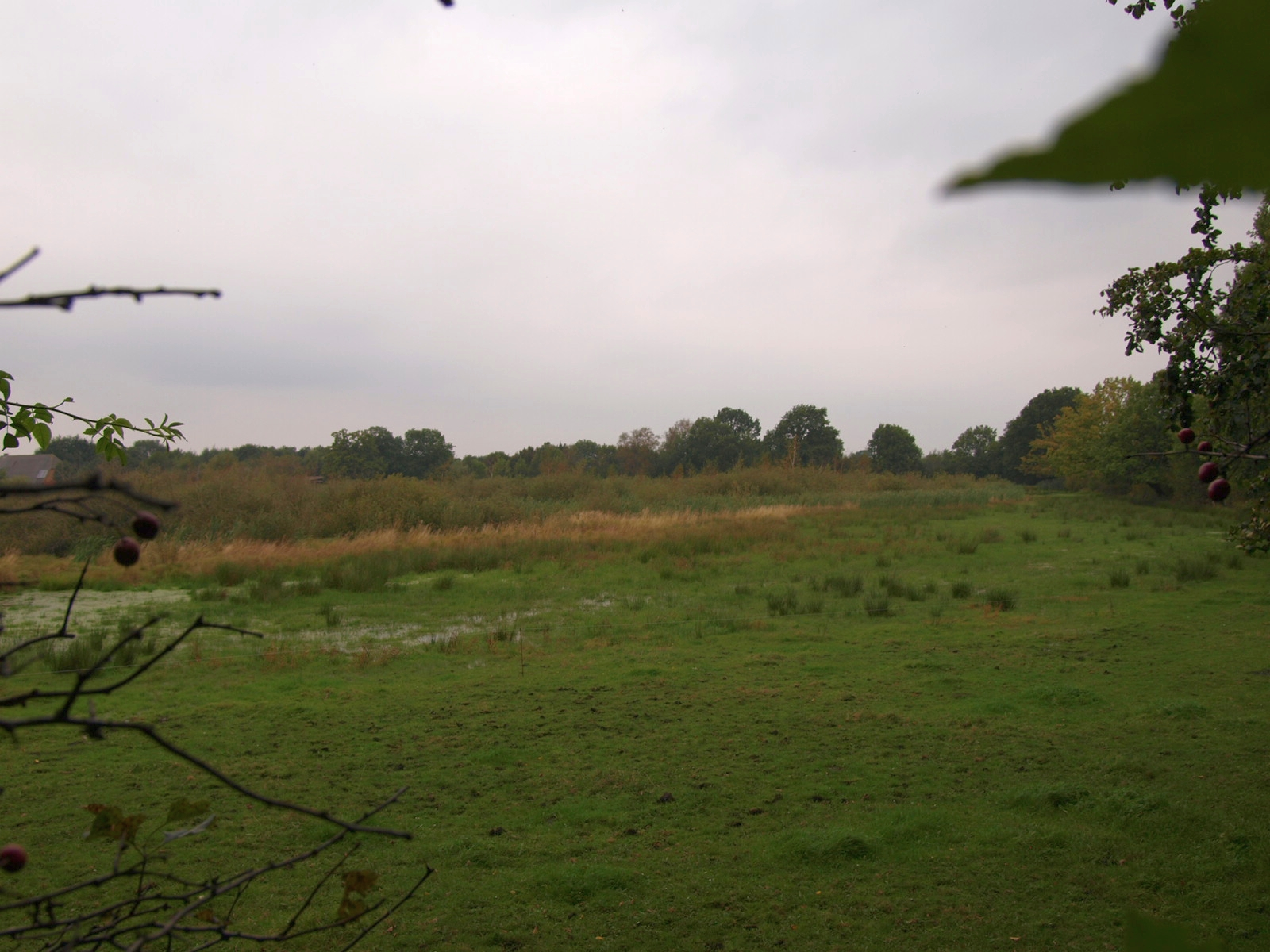
Heidmoor, nel circondario di Plön 2011.

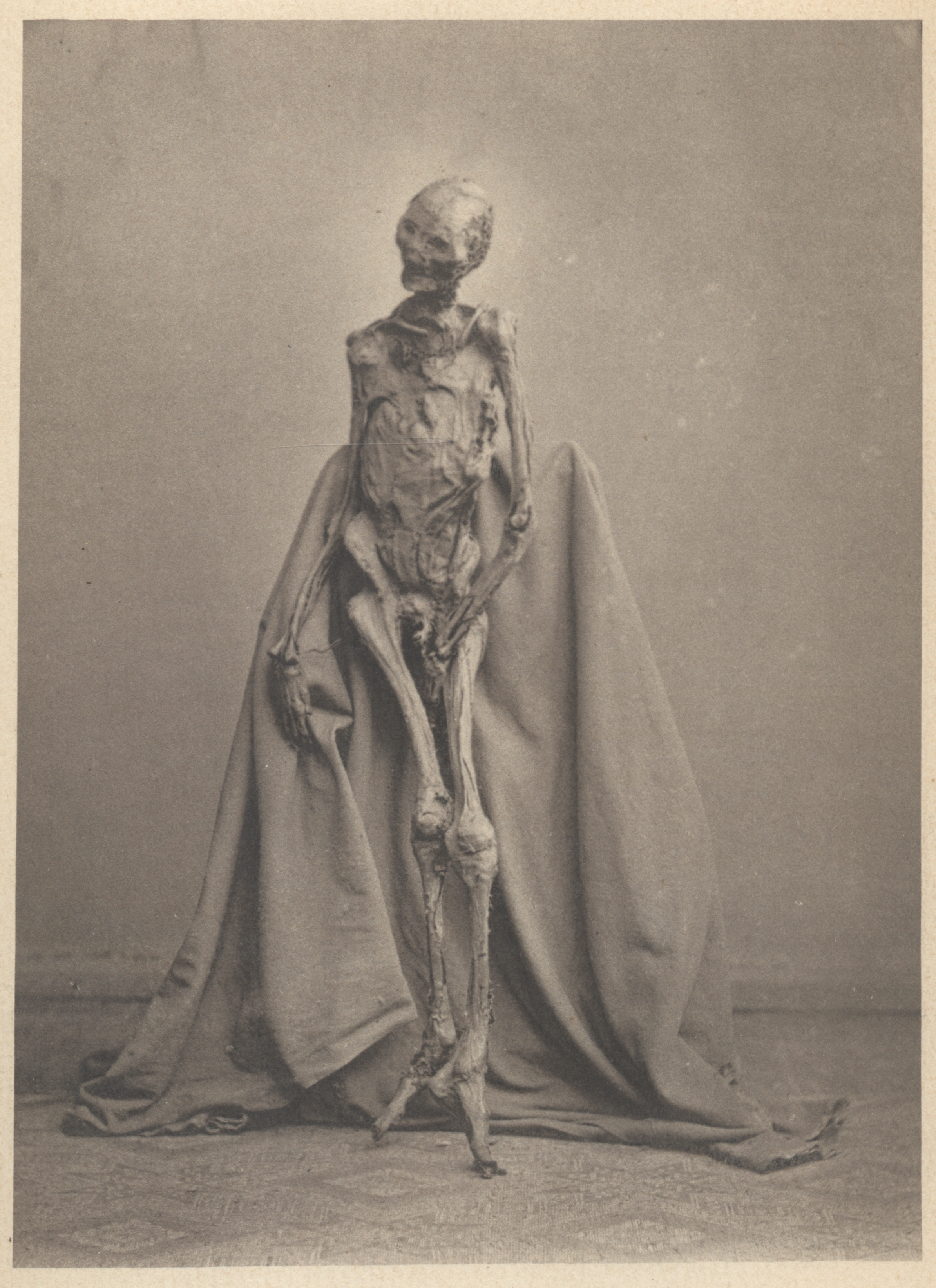
Foto dell'anno 1873

L'Uomo di Rendswühren è una mummia di palude rinvenuta a Heidmoor, nel circondario di Plön, Germania.

## Ritrovamento
Il corpo venne scoperto in una torbiera il 1º giugno del 1871, ad una profondità di circa 90 cm. Il cadavere, di sesso maschile, giaceva a pancia in giù, con le braccia sotto il corpo e la testa rivolta verso sud-est.
Assieme alla mummia vennero scoperti alcuni oggetti di vestiario appartenuti al defunto stesso, tra questi una striscia di cuoio, probabilmente tutto quello che rimane della scarpa sinistra, un capo rettangolare di pelle di pecora o vitello e un tessuto in lana, frequentemente rattoppato, avvolto attorno alla testa. Tuttavia, gran parte dei vestiti sono andati persi successivamente al ritrovamento, quando la mummia venne ricoverata per diversi giorni in un capannone, dove la gente che affluiva a visitare il corpo era solita prelevare pezzi dei capi di vestiario come souvenir. Inoltre, a circa quattro metri verso est dal punto in cui giaceva il corpo nella torbiera, furono rinvenuti altri capi di abbigliamento in pelle, ma non vennero mai recuperati. Queste negligenze derivarono dal fatto che il pubblico ministero era più interessato al ritrovamento che all'indagine archeologica.
Durante l'estrazione della mummia dalla torbiera, questa subì vari danni tra cui una rottura della mascella e il piede sinistro venne strappato dal corpo.
Si è supposto che il defunto fosse stato un venditore di trappole per topi ungherese e che venne per qualche motivo assassinato.

## Esami sul corpo
Gli esami medico-legali basati su scheletro, pelle, capelli e organi interni, hanno mostrato che l'uomo, al momento della morte, avesse circa 40-50 anni. L'esame del teschio ha rivelato che l'uomo subì molti colpi in testa, che ne determinarono il decesso. Infatti il cranio ha una frattura dell'osso sopra l'occhio destro mentre l'osso parietale destro e la nuca sono completamente sfondati.
Negli anni novanta del secolo scorso si riuscì a datare la mummia, grazie al radiocarbonio, tra il I e il II secolo d.C., purtroppo non fu possibile essere più precisi a causa dei limiti di conservazione del reperto e degli indumenti con esso rinvenuti.
Oggi, l'Uomo di Rendswühren è ospitato nella mostra permanente allestita al castello di Gottorp nella città tedesca di Schleswig.